# Cầu Pomorski ở Bydgoszcz
Cầu Pomorski ở Bydgoszcz (tiếng Ba Lan: Most Pomorski w Bydgoszczy) là cây cầu đường bộ có tuyến đường xe điện, bắc qua sông Brda ở thành phố Bydgoszcz, miền bắc Ba Lan.

## Mô tả
Cầu Pomorski ở Bydgoszcz có tổng chiều dài là 79,7 mét, thuộc trung tâm quốc lộ 5 (E261). Trọng lượng xe cho phép (tải trọng cầu) lên đến 40 tấn. Cầu Pomorski bắc qua sông Brda để nối liền các khu dân cư Bartodzieje - Skrzetusko với các khu dân cư Kapuściska - Wyżyny. Đây là một trong những cây cầu nhộn nhịp nhất ở thành phố Bydgoszcz. Theo thống kê năm 2006, mỗi giờ có khoảng 2.490 lượt xe đi qua cầu vào giờ cao điểm.

## Lịch sử
Cầu Pomorski ở Bydgoszcz được xây dựng vào giai đoạn 1966 - 1970. Các kỹ sư phụ trách thiết kế công trình này là ThS. Maksymilian Wolf và M.Sc.R. Stankiewicz. Cây cầu chính thức đi vào sử dụng từ năm 1970. Tuy nhiên, đường ray xe điện lúc bấy giờ nằm lệch về phía đông cây cầu.
Năm 2004, cây cầu được cải tạo lại ở quy mô lớn, có sự hỗ trợ từ Liên minh châu Âu. Cây cầu được gia cố lại để có thể chịu tải trọng lên đến 40 tấn (tổng trọng lượng các xe). Đường ray xe điện cũng được di dời ra giữa đường.